# جنيفر هانسون
جنيفر هانسون (بالإنجليزية: Jennifer Hanson)‏ هي مغنية مؤلفة أمريكية، ولدت في 10 أغسطس 1973.

## وصلات خارجية
- جنيفر هانسون على موقع IMDb (الإنجليزية)
- جنيفر هانسون على موقع ميوزك برينز (الإنجليزية)
- جنيفر هانسون على موقع أول ميوزيك (الإنجليزية)
- جنيفر هانسون على موقع ديسكوغز (الإنجليزية)
- جنيفر هانسون على موقع قاعدة بيانات الفيلم (الإنجليزية)